# Mar de Dentro
Mar de Dentro é um filme de drama brasileiro de 2022 dirigido por Dainara Toffoli e escrito pela mesma em parceria com Elaine Teixeira. O filme centra sua história na vida de uma mulher que tem sua vida transformada ao descobrir que se tornará mãe. Protagonizado por Monica Iozzi, estreou na 44ª Mostra Internacional de Cinema em São Paulo e será lançado no Brasil a partir de 17 de março de 2022.

## Sinopse
Manuela (Monica Iozzi) é uma mulher bem sucedida em seu trabalho como publicitária que de repente precisa lidar com as mudanças físicas e de rotina ao descobrir que está grávida. Ela não havia contemplado a maternidade e ser mãe estava longe de seus planos. Mas, com o nascer do bebê, ela precisa aprender a ser mãe e cuidar de seu filho.

## Elenco
- Monica Iozzi como Manuela
- Rafael Losso como Beto
- Gilda Nomacce como Teresa
- Gabriela Yoon como Joana
- Fabiana Gugli
- Zécarlos Machado
- Magali Biff

## Lançamento
Mar de Dentro teve sua estreia mundial na 44ª Mostra Internacional de Cinema em São Paulo, que ocorreu de forma online por conta da pandemia de COVID-19, sendo selecionado para a mostra competitiva de novos diretores. Em decorrência dos protocolos de segurança contra a pandemia, o lançamento comercial precisou ser adiado. Em 2022, a Califórnia Filmes, distribuidora do longa no Brasil, anunciou a estreia para 7 de abril de 2022.

## Recepção

### Resposta dos críticos
Em seu lançamento na Mostra de Cinema de São Paulo, o filme repercutiu de forma positiva entre a crítica cinematográfica brasileira. A performance de Monica Iozzi em sua estreia como protagonista dramática nos cinemas foi bastante elogiada. O trabalho de direção também foi bem recepcionado. "Dainara Toffoli transforma seu primeiro longa-metragem em um mergulho no cotidiano de uma personagem que precisa encontrar a força que há dentro dela, embora até pouco tempo adormecidas", escreveu Denis Le Senechal Klimiuc em sua crítica ao website Cinema com Rapadura.
Matheus Mans, escrevendo para o website Esquina da Cultura, definiu como "um bom filme sobre solidão e maternidade". Para o crítico, "o filme acaba tendo sua força subtraída conforme o tempo avança e a história vai ganhando contornos mais bem definidos. A reflexão final é boa, ainda que também surge de supetão. Mas Mar de Dentro, apesar dos pesares, é uma boa história sobre maternidade e solidão, mostrando que ainda há muito espaço e temas a serem discutidos nessa seara."
Já Bruno Carmelo, do Papo de Cinema, fez uma crítica menos positiva escrevendo: "Apesar do título, Mar de Dentro resulta numa obra de pouca poesia. O mar é utilizado discretamente dentro da trama, assim como a simbologia dos aquários. Não há outras metáforas para a dor, a angústia, o sofrimento ou as felicidades da publicitária. Respeita-se uma lógica cartesiana de antes e depois, causa e consequência, baseada essencialmente nas ações e grandes pontos de virada da protagonista."